# Каслбери (Алабама)
Каслбери (енгл. Castleberry) град је у америчкој савезној држави Алабама. По попису становништва из 2010. у њему је живело 583 становника.

## Демографија
Према попису становништва из 2010. у граду је живело 583 становника, што је 7 (1,2%) становника мање него 2000. године.
| Група             | 2000.       | 2010.       |
| Белци             | 373 (63,2%) | 345 (59,2%) |
| Афроамериканци    | 210 (35,6%) | 224 (38,4%) |
| Азијати           | 0 (0,0%)    | 0 (0,0%)    |
| Хиспаноамериканци | 0 (0,0%)    | 3 (0,5%)    |
| Укупно            | 590         | 583         |